# Сан Пјетро ин Тренто (Равена)
Сан Пјетро ин Тренто је насеље у Италији у округу Равена, региону Емилија-Ромања.
Према процени из 2011. у насељу је живело 539 становника. Насеље се налази на надморској висини од 8 м.